# 남궁진 (가수)
남궁진(1988년 3월 6일 ~ )은 대한민국의 가수다.

## 학력
- 논산대건고등학교 졸업
- 중부대학교 실용음악과 07학번

## 방송
- 와타나베 프로덕션 BestT
- 신일본풍토기
- 엠엑스 도쿄Tic
- 불타는 트롯맨 (2022) - Top100
- 미스터트롯3 (2024) - Top10
- 트롯 올스타전 수요일 밤에 - 게스트

## 음반
- 영숙이 아빠 (2017)
- 남자 이야기 (2018)